# براندون روی
براندون روی (به انگلیسی: Brandon Roy) متولد ۲۳ ژوئیه ۱۹۸۴ بسکتبالیست حرفه‌ای آمریکایی است که برای تیم مینه‌سوتا تیمبرولوز در اتحادیه ملی بسکتبال آمریکا (NBA) بازی می‌کند.